# Анастас Владо
Анастас Владо (на гръцки: Αναστάσιος Βλάδος) е гръцки просветен деец от влашки произход от Македония.

## Биография
Анастас Владо е роден в централномакедонския град Велес, тогава в Османската империя, в арумънско семейство. Заминава за Пловдив, където работи като учител по гръцки език, където е под покровителството на земляка си, влиятелния Георги Шагуна. Заминава за Карлово по поръка на Иван Евстратиев Гешов, който го извиква, за да преподава на синовете му и при Владо се учат по-големите му синове Христо и Евстрати Гешови, а после и Райно Попович от Котел.
В Пловдив се жени за пловдивчанката Рало Чохаджи, с която имат син – доктор Михаил Владо.